# Les Pins
Les Pins település Franciaországban, Charente megyében. Lakosainak száma 501 fő (2022. január 1.). Les Pins Agris, Chasseneuil-sur-Bonnieure, Rivières, La Rochette, Taponnat-Fleurignac, Saint-Mary és Val-de-Bonnieure községekkel határos.

## Népesség
A település népessége az elmúlt években az alábbi módon változott:
| Lakosok száma | 403  | 411  | 359  | 420  | 441  | 456  | 462  | 467  | 479  | 501  |
|               | 1968 | 1982 | 1990 | 2006 | 2013 | 2015 | 2017 | 2019 | 2020 | 2022 |